# Vittoria di Costantino su Massenzio
La Vittoria di Costantino su Massenzio è un affresco (322x764 cm) di Piero della Francesca e aiuti, facente parte delle Storie della Vera Croce nella cappella maggiore della basilica di San Francesco ad Arezzo, databile agli anni 1458-1466. 

## Storia
L'affresco fu probabilmente dipinto nella seconda parte dei lavori, dopo il soggiorno del pittore a Roma (1458-1459), dove probabilmente vide la Colonna Traiana e gli antichi sarcofagi, da cui trasse ispirazione per le due scene di battaglia del ciclo affrescato. Un'altra fonte di ispirazione potrebbero essere gli arazzi fiamminghi, caratterizzati da una densità compositiva simile a quella dei fregi romani, che Piero aveva probabilmente avuto modo di vedere a Rimini.

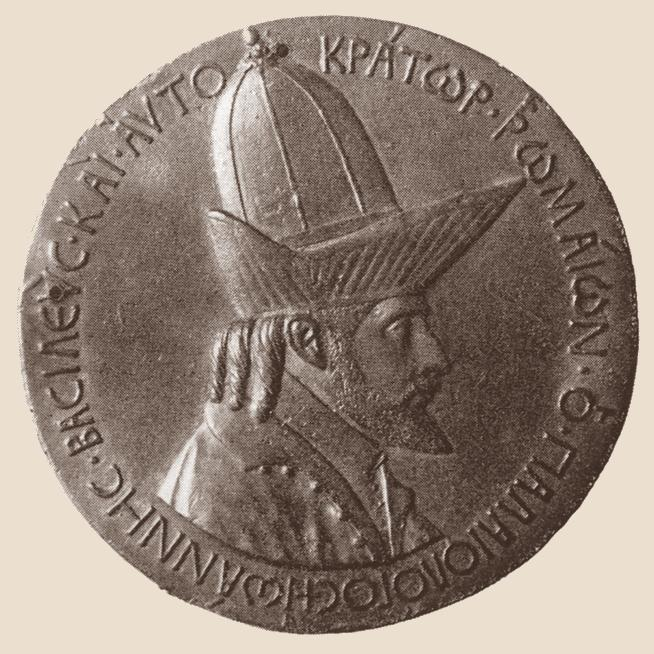
Pisanello, Medaglia di Giovanni VIII Paleologo (1438).

Costantino ha le fattezze e l'inconfondibile berretta dell'imperatore bizantino Giovanni VIII Paleologo, che venne in Italia per il concilio di Ferrara-Firenze del 1438-1439. In quell'occasione venne effigiato da Pisanello su una famosa medaglia, dalla quale Piero trasse il profilo, usato anche in altre opere come la Flagellazione di Cristo. La presenza della citazione va spiegata nel quadro storico della riunione tra Chiesa latina e Chiesa greca, promosso proprio dal concilio, che vedeva nel simbolo dell'imperatore un personaggio in grado di salvare l'Europa dalla minaccia ottomana. L'affresco poteva quindi essere letto come un'esortazione a una nuova crociata contro i Turchi dopo la caduta di Costantinopoli (1453), fortemente voluta, pur senza successo, da Pio II, con il quale Piero ebbe molteplici contatti.

## Descrizione e stile
Nella scena precedente del Sogno di Costantino, un angelo aveva consegnato all'imperatore Costantino una piccola croce, simbolo della Vera Croce di Cristo (In hoc signo vinces), con il quale affrontare il rivale Massenzio nella decisiva battaglia di Ponte Milvio del 28 ottobre 312. Massenzio morì annegato durante il combattimento: Costantino avrebbe poi dato libertà di culto in tutto l'impero tramite l' editto di Milano, per farsi infine egli stesso cristiano.

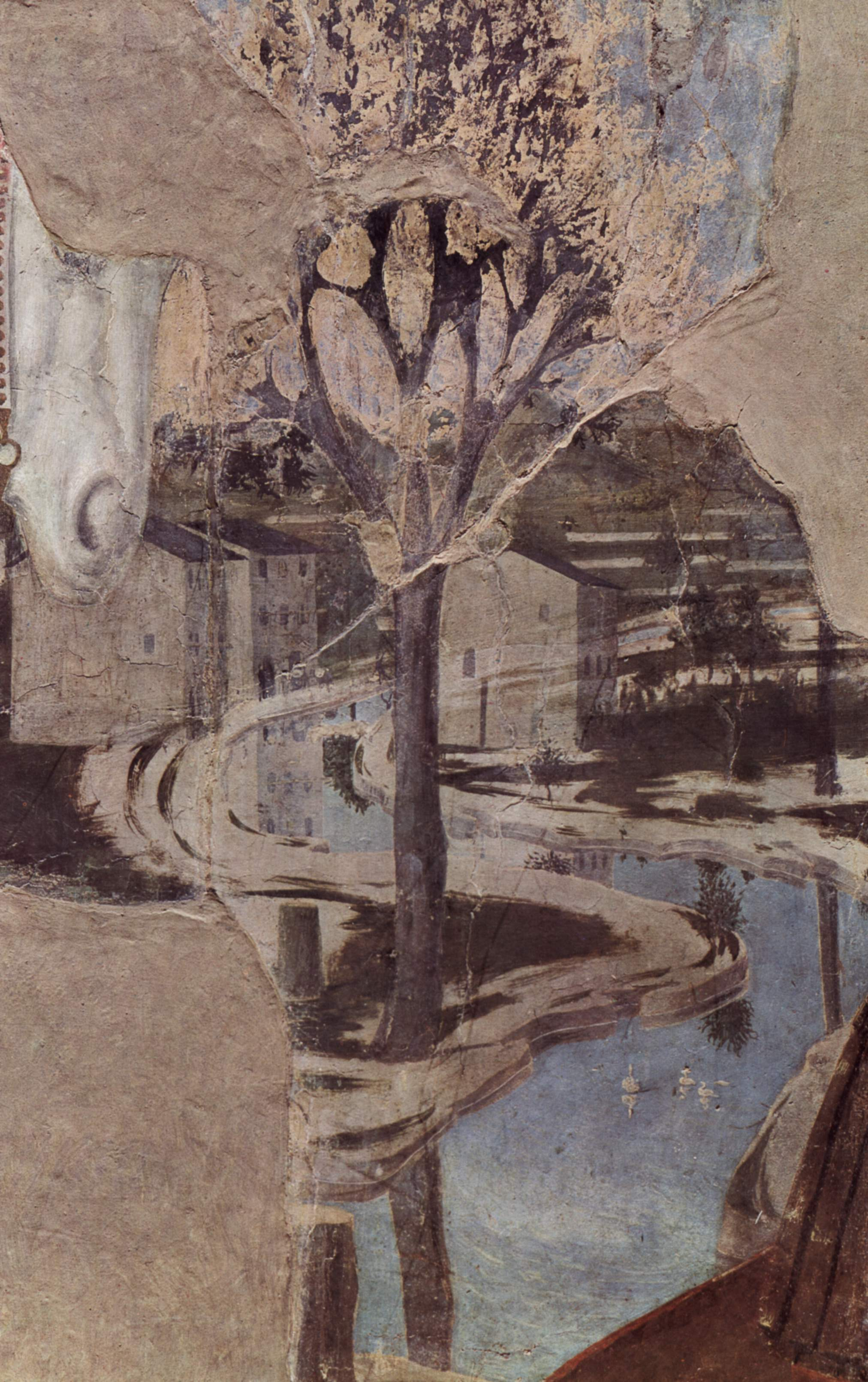
Il paesaggio centrale, dettaglio.

Lo stato di conservazione dell'affresco è fortemente compromesso; nella Graphische Sammlung di Düsseldorf si conserva una copia ad acquerello della scena di Johann Anton Ramboux del 1820, in condizioni migliori.
La scena è composta in maniera compatta, con le truppe di Costantino a sinistra che avanzano decise. L'imperatore, con la sola imposizione della croce divina, mette in fuga l'esercito nemico, che nella parte destra se la dà a gambe a rotta di collo alla vista di Massenzio che sta annegando col suo cavallo. Il diverso trattamento dei due eserciti è reso con efficacia grazie a un diverso uso compositivo delle linee prevalenti: orizzontali e verticali nella parte sinistra, diagonali nella parte destra.

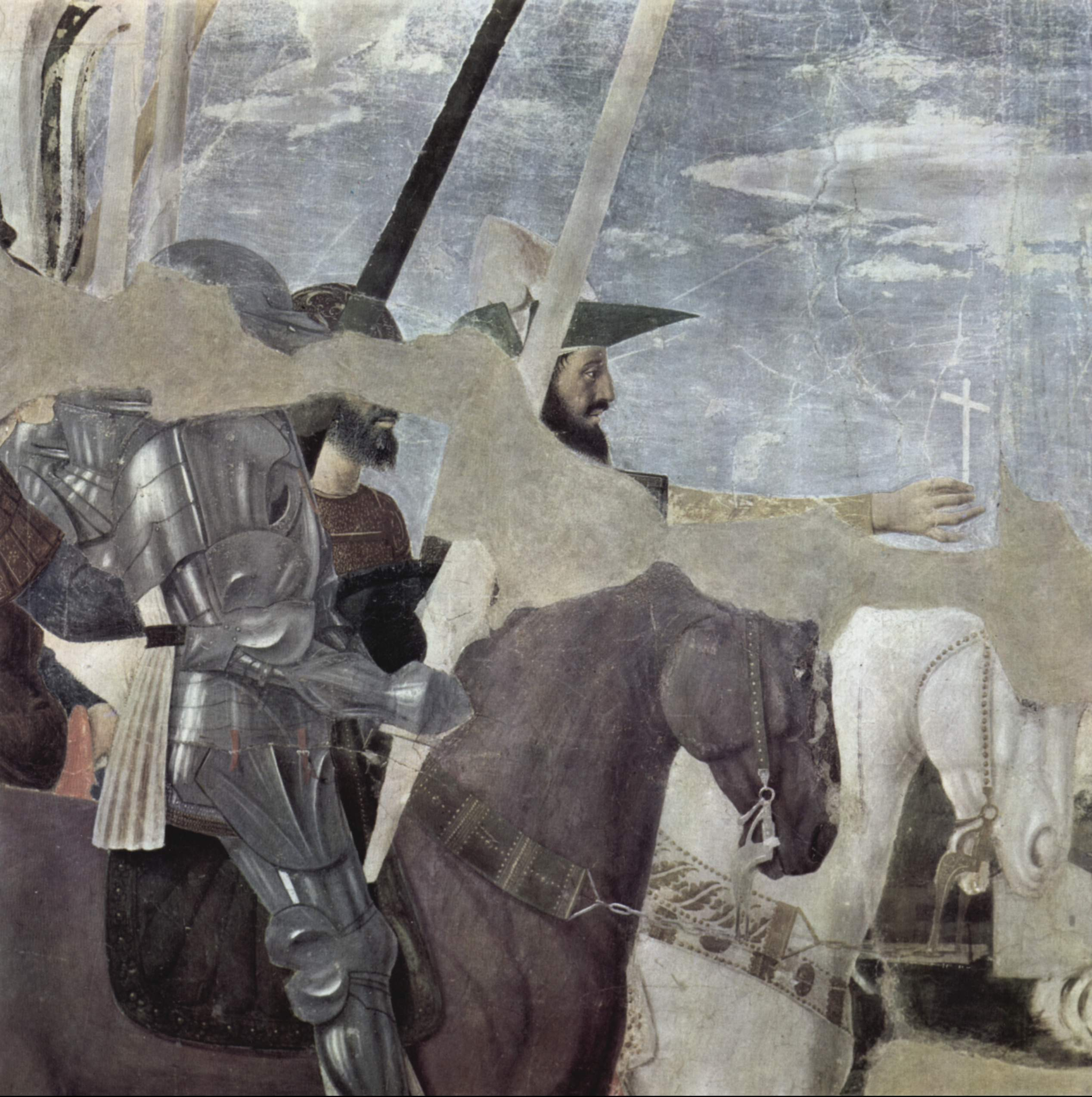
In hoc signo vinces, dettaglio.

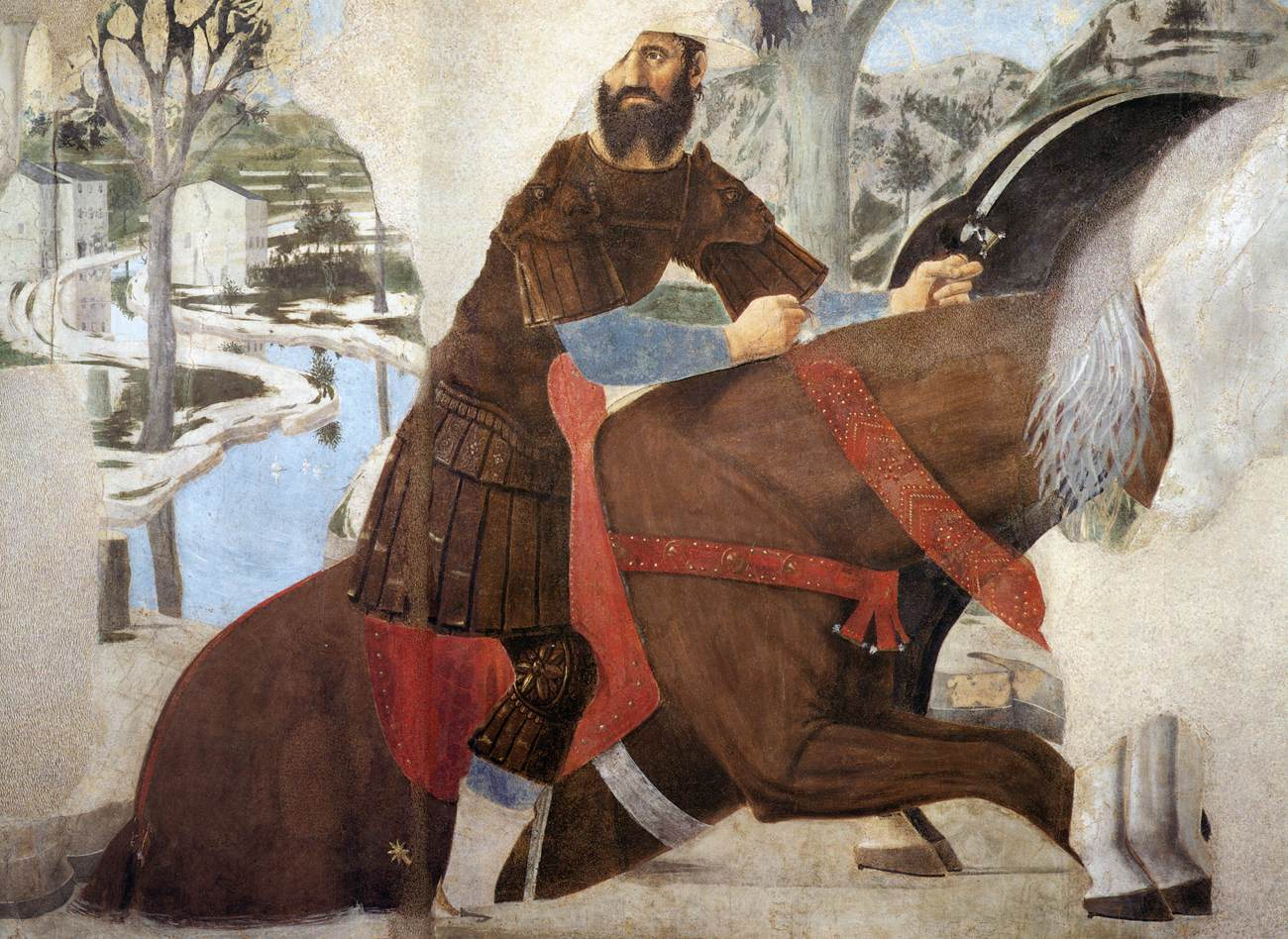
Dettaglio con l'annegamento di Massenzio

Al centro si trova un suggestivo paesaggio fluviale del Tevere, che divide le due metà e spinge lo sguardo dello spettatore in profondità. Anche in questo caso, come nel Battesimo di Cristo o in altre opere, Piero trattò la superficie dell'acqua a specchio, dove si riflettono il cielo, gli alberi e le case. Il paesaggio è estremamente sereno e idilliaco (con viandanti sulla riva e uccelli che galleggiano sull'acqua), in netto contrasto con la battaglia in primo piano. Come nel Battesimo il fiume si interrompe innaturalmente in primo piano, senza riflettere i personaggi principali: la presenza del corso d'acqua è solo suggerita dal cavallo che annega e cerca invano di riguadagnare la riva.
I soldati sono rappresentati a cavallo, raggruppati fittamente in un groviglio dal quale spuntano i fastosi cimieri degli elmi e una foresta di lance e di bandiere colorate. L'insegna araldica dell'aquila simboleggia il potere imperiale, e la sua stessa figura, in campo oro con verso rosso, è rivolta minacciosa contro il nemico, con il becco aperto. La bandiera del drago degli avversari ha i colori invertiti: recto rosso e verso oro. Un simile effetto "a scacchiera" è dato dall'alternanza di colori chiari a scuri dei cavalli, che permette di distinguere in profondità i vari piani. L'effetto di moltitudine degli eserciti è dato soprattutto dalle lance, che superano di gran lunga il numero dei cavalieri visibili. La lancia più avanzata dell'esercito di Costantino, di colore bianco, si trova davanti all'imperatore stesso e ne esalta elegantemente il profilo. Nello schieramento opposto esisteva una figura, ormai perduta, con una berretta simile a quella dell'imperatore, ma dai colori invertiti.
Da un punto di vista formale, i soldati dell'affresco sono rappresentati con grande fantasia: cotte e armature quattrocentesche, dalle forme vistose, vengono mescolate con l'abbigliamento militare degli antichi romani.
Nell'insieme la battaglia non dà un effetto dinamico (come d'altronde non lo dà il suo più concitato pendant sulla parete opposta con la Battaglia di Eraclio e Cosroè); questa scena in particolare assomiglia più a una parata, con movimenti solenni e rallentati, che si congelano soprattutto al centro, nel braccio teso e nello sguardo fisso di Costantino, per spegnersi completamente nel paesaggio centrale.